# Joseph Manyanet y Vives
Josep Manyanet i Vives (Tremp, 7 janvier 1833 - Barcelone, 17 décembre 1901) est un prêtre fondateur des fils de la Sainte-Famille et des filles missionnaires de la Sainte Famille de Nazareth, canonisé par Jean-Paul II le 16 mai 2004.

## Biographie
Il naît dans une famille chrétienne nombreuse. Il perd son père à 20 mois. À l'âge de 5 ans, sa mère le voue à la Vierge de Valldeflors, protectrice de la ville. Il doit travailler pour pouvoir payer ses études, qu'il fait au collège de la Congrégation de Saint-Joseph de Calasanz de Barbastro et son séminaire à Lérida et à La Seu d'Urgell. Il est ordonné prêtre le 9 avril 1859.
Après douze ans dans le diocèse d'Urgell au service de l'évêque, ayant les postes de majordome et secrétaire personnel, maire du palais, bibliothécaire du séminaire, sous-secrétaire de chambre et secrétaire de visite pastorale, il se sent appelé par Dieu à autre chose, comme la vie religieuse ce qui va le mener à fonder deux congrégations religieuses.

### Le fondateur et l'apôtre de la Sainte Famille
En 1864, avec l'accord de son évêque, il fonde la congrégation des Fils de la Sainte Famille Jésus, Marie et Joseph, et, en 1874 les Filles missionnaires de la Sainte Famille de Nazareth. Très attentif à la dévotion envers la Sainte Famille, il veut qu'on imite la Sainte Famille de Nazareth et ainsi que l'on contribue à la formation chrétienne des familles, principalement par l'éducation et l'enseignement des enfants et des jeunes.
Pendant près de quarante ans, il guide le développement des instituts, en inaugurant des écoles, des collèges et des ateliers dans plusieurs villes d'Espagne. 
Il fait ériger, à Barcelone, le temple expiatoire de la Sainte Famille, réalisé par l'architecte Antoni Gaudí, pour mettre en lumière les vertus et les exemples de la Famille de Nazareth.

### Quelques écrits
Il écrit plusieurs œuvres et opuscules pour propager la piété envers la Sainte Famille de Jésus, Marie et Joseph : 
- il fonde la revue La Sagrada Familia (La Sainte Famille).
- Dans La Escuela de Nazaret y Casa de la Sagrada Familia (L'École de Nazareth et Maison de la Sainte Famille) (Barcelone 1895), son autobiographie spirituelle, il décrit des dialogues de l'âme, personnifiée en Desideria (Désirée) avec Jésus, Marie et Joseph.
- Preciosa joya de familia (Précieux trésor de famille) (Barcelone 1899), est plutôt un guide pour les époux et les familles, auxquels il rappelle la dignité du mariage comme vocation et il souligne aussi le devoir si important de l'éducation chrétienne de leurs enfants.
- El Espíritu de la Sagrada Familia (L'Esprit de la Sainte Famille) est un livre de méditations pour la formation des religieux : il y décrit l'identité de la vocation et la mission des religieux et religieuses Fils de la Sainte Famille dans la société et dans l'Église.

Il existe aussi une édition de ses Obras Selectas (Œuvres choisies) (Madrid 1991) et de ses Obras Completas (Œuvres Complètes).

### Les maladies et la mort
Plusieurs maladies très douloureuses le font souffrir tout au long de sa vie. Pendant 16 ans sa santé s'affaiblit progressivement à cause de plaies ouvertes. Le 17 décembre 1901, il meurt à Barcelone, au collège Jésus, Marie et Joseph. Sa dépouille repose à la chapelle-panthéon du même collège.

## Le procès de canonisation
La cause de béatification a été introduite en 1956 ; l'héroïcité de ses vertus a été reconnue en 1982. Il a été béatifié par Jean-Paul II en 1984, et canonisé le 16 mai 2004.

## Les Missionnaires aujourd'hui
Aujourd'hui les deux instituts sont présents dans plusieurs pays d'Europe, en Amérique du Nord, en Amérique du Sud et en Afrique.

## Sources
- Josep Manyanet y Vives (1833-1901), biographie, Vatican